# 1987 في إسبانيا
فيما يلي قوائم الأحداث التي وقعت خلال عام 1987 في إسبانيا.

## سياسة

### تعيين في المنصب
- 1 يناير – ميغيل نافارو مولينا .
- 10 يونيو – أرتور ماس city councilor of Barcelona  [لغات أخرى]‏.
- 10 يونيو – خوسيه ماريا أثنار Member of the Cortes of Castile and León  [لغات أخرى]‏.

### انتهاء فترة المنصب
- 1 يناير – مانويل فراغا President of the Popular Alliance ‏،عضو مجلس النواب الإسباني  [لغات أخرى]‏.
- 7 يوليو – خوسيه ماريا أثنار عضو مجلس النواب الإسباني  [لغات أخرى]‏.

## رياضة
- 1 يناير – طواف إسبانيا 1987

## برامج ومسلسلات وأنمي
- حكمة الأقزام

## مواليد

### يناير
- 3 يناير – أدريان لاعب كرة قدم إسباني.
- 3 يناير – دانييل ايسترادا لاعب كرة قدم إسباني.
- 5 يناير – سيزار دياث مارتينيث لاعب كرة قدم إسباني.
- 10 يناير – فنسينتي غايتا لاعب كرة قدم إسباني.
- 14 يناير – بابلو أندريس إغليسياس مُجدّف كانوي إسباني.
- 31 يناير – سيلفيا دومينغويز لاعبة كرة سلة إسبانية.

### فبراير
- 2 فبراير – جيرارد بيكيه لاعب كرة قدم إسباني.
- 4 فبراير – جيسوس روبيو لاعب كرة قدم إسباني.
- 8 فبراير – خافي غارسيا لاعب كرة قدم إسباني.
- 9 فبراير – إساياس سانشيز لاعب كرة قدم إسباني.
- 9 فبراير – خوسيه أنجيل كريسبو لاعب كرة قدم إسباني.
- 10 فبراير – داني باريو لاعب كرة قدم إسباني.
- 11 فبراير – خوانمي كاييخون لاعب كرة قدم إسباني.
- 11 فبراير – خوسيه كاييخون لاعب كرة قدم إسباني.
- 11 فبراير – كارلوس كالوي لاعب كرة قدم إسباني.
- 19 فبراير – بينيات إتشيباريا لاعب كرة قدم إسباني.
- 19 فبراير – خيسوس رويدا لاعب كرة قدم إسباني.
- 20 فبراير – إستريلا كابيزا كانديلا لاعبة كرة مضرب إسبانية.
- 24 فبراير – إيمانول أغيريتشي لاعب كرة قدم إسباني.
- 24 فبراير – ماريو سواريز ماتا لاعب كرة قدم إسباني.
- 25 فبراير – أدريان لوبيز رودريغيز لاعب كرة قدم إسباني.
- 27 فبراير – جوليان لوبيز دي ليرما لاعب كرة قدم إسباني.

### مارس
- 2 مارس – باو ريباس لاعب كرة سلة إسباني.
- 6 مارس – بلانكا مانتشون
- 6 مارس – تشيكو فلوريس لاعب كرة قدم إسباني.
- 8 مارس – داني كينتانا لاعب كرة قدم إسباني.
- 18 مارس – سانتياغو باراغان متسابق دراجات نارية إسباني.
- 18 مارس – غوركا إيلوستوندو لاعب كرة قدم إسباني.
- 19 مارس – نويل ألونسو لاعب كرة قدم إسباني.
- 21 مارس – ماركوس غارسيا بارينو لاعب كرة قدم إسباني.
- 24 مارس – ماريا فالفيردي ممثلة إسبانية.
- 25 مارس – ألبيرتو لورا راموس لاعب كرة قدم إسباني.
- 26 مارس – بورخا فيغيرا لاعب كرة قدم إسباني.
- 28 مارس – أسيير أرانز مارتين لاعب كرة قدم إسباني.
- 28 مارس – توني كالفو لاعب كرة قدم إسباني.

### أبريل
- 3 أبريل – جوليان سيمون متسابق دراجات نارية إسباني.
- 17 أبريل – جوناثان لوبيز
- 22 أبريل – ديفيد ماتيوس لاعب كرة قدم إسباني.
- 26 أبريل – أنخيل لويس رودريغيز دياز لاعب كرة قدم إسباني.
- 26 أبريل – كوكي لاعب كرة قدم إسباني.

### مايو
- 4 مايو – خورخي لورنزو
- 4 مايو – سيسك فابريغاس لاعب كرة قدم إسباني.
- 7 مايو – خوسيه أنخيل أنتلو لاعب كرة سلة إسباني.
- 11 مايو – فيرناندو رودريغيز أورتيغا لاعب كرة قدم إسباني.
- 12 مايو – جوناثان بيريرا رودريغيز لاعب كرة قدم إسباني.
- 13 مايو – أنتونيو آدان لاعب كرة قدم إسباني.
- 15 مايو – أنايتز أربيا لاعب كرة قدم إسباني.
- 19 مايو – خوان رامون غارسيا لاعب كرة قدم إسباني.

### يونيو
- 2 يونيو – إيبان إيانغا لاعب كرة قدم إسباني.
- 4 يونيو – روبيرتو لوبيز إسكيروز لاعب كرة قدم إسباني.
- 12 يونيو – أنطونيو باراغان لاعب كرة قدم إسباني.
- 14 يونيو – بيتر فيفيس ممثل إسباني.
- 23 يونيو – إيفان ماركانو لاعب كرة قدم إسباني.
- 24 يونيو – توماس بيلاس لاعب كرة سلة إسباني.
- 25 يونيو – رافائيل فالس درّاج طريق إسباني.

### يوليو
- 2 يوليو – إستيبان غرانيرو لاعب كرة قدم إسباني.
- 5 يوليو – كارلوس كارمونا بونيت لاعب كرة قدم إسباني.
- 7 يوليو – ماورو دوس سانتوس لاعب كرة قدم أرجنتيني.
- 13 يوليو – تشابي ري لاعب كرة سلة إسباني.
- 17 يوليو – خوسيه كارلوس فيرنانديز لاعب كرة قدم إسباني.
- 20 يوليو – زابي إتكسيباريا لاعب كرة قدم إسباني.
- 23 يوليو – مارك فرنانديز لاعب كرة سلة إسباني.
- 26 يوليو – لويس موران لاعب كرة قدم إسباني.
- 27 يوليو – خوان سانشيز لاعب كرة قدم إسباني.
- 28 يوليو – بيدرو رودريغز لاعب كرة قدم إسباني.

### أغسطس
- 1 أغسطس – ياغو أسباس لاعب كرة قدم إسباني.
- 3 أغسطس – فرانسيسكو ريكو لاعب كرة قدم إسباني.
- 6 أغسطس – فكتور رودريغيز لاعب كرة قدم إسباني.
- 8 أغسطس – ماريا بينا لاعبة كرة سلة إسبانية.
- 27 أغسطس – جوردي توريس متسابق دراجات نارية إسباني.
- 31 أغسطس – كزافييه فرنانديز لاعب كرة قدم إسباني.

### سبتمبر
- 20 سبتمبر – روبين رويو لاعب كرة قدم إسباني.
- 21 سبتمبر – دانيال غارسيا رودريغيز لاعب كرة قدم إسباني.
- 22 سبتمبر – راؤول رودريغيز لاعب كرة قدم إسباني.
- 27 سبتمبر – كلارا ألونسو عارضة إسبانية.
- 29 سبتمبر – داني أبالو لاعب كرة قدم إسباني.

### أكتوبر
- 2 أكتوبر – إيتور نونيز لاعب كرة قدم إسباني.
- 19 أكتوبر – كريستيان أوغالدي لاعب كرة يد إسباني.
- 21 أكتوبر – أيرام كابريرا لاعب كرة قدم إسباني.
- 31 أكتوبر – شابيير إتشيتا لاعب كرة قدم إسباني.

### نوفمبر
- 2 نوفمبر – خافي كاستييانو لاعب كرة قدم إسباني.
- 2 نوفمبر – داني كاستييانو لاعب كرة قدم إسباني.
- 8 نوفمبر – إدواردو جوربيندو لاعب كرة يد إسباني.
- 15 نوفمبر – سيرخيو يول لاعب كرة سلة إسباني.
- 17 نوفمبر – راسل غوميز متسابق دراجات نارية إسباني.
- 19 نوفمبر – سيلفيا سولير إسبينوزا لاعبة كرة مضرب إسبانية.

### ديسمبر
- 14 ديسمبر – ماركيل سوسايتا لاعب كرة قدم إسباني.
- 22 ديسمبر – ناتشو كاسيس لاعب كرة قدم إسباني.
- 31 ديسمبر – فابريسيو أغوستو راميريز لاعب كرة قدم إسباني.

## وفيات

### يونيو
- 1 يونيو – اميليانو ألفاريز (مواليد 1912) دراج إسباني.
- 19 يونيو – ماريانو كاناردو (مواليد 1906) درّاج طريق إسباني.

### يوليو
- 8 يوليو – خيراردو دييجو (مواليد 1896) شاعر إسباني.

### سبتمبر
- 25 سبتمبر – فيكتوريا كينت (مواليد 1891) سياسية إسبانية.